# 풍남문
전주 풍남문(全州 豊南門)은 조선 시대 전라감영의 소재지였던 전주를 둘러싼 성곽의 남쪽 출입문으로 성벽이 헐린 후에 유일하게 남아 있는 문이다. 1963년 1월 21일 대한민국의 보물 제308호로 지정되었다.

## 역사
조선시대 관찰사의 소재지였던 전주에는 시가지를 둘러싼 성곽이 초기부터 있었으며, 그 성곽에는 동서남북에 각각 문이 있었는데 선조 30년(1597년) 정유재란 때에 모두 파괴되었다.
성곽과 성문이 다시 수축된 것은 영조 10년(1734년)이며 이때 남문을 명견루라 하였다. 그러나 명견루는 1767년 (영조 43년) 큰 화재로 불타버렸다. 현재의 문루는 그 이듬해에 당시의 관찰사 홍낙인이 재건한 것으로 풍남문이란 이름도 이때 붙인 것이다. 풍남이란 풍패의 남쪽에 있는 문이라는 뜻이다. 이는 전주를 풍패지향(豊沛之鄕)이라고 부른 것과 관련이 있다. 풍패(豊沛)는 한나라 고조 유방이 태어난 곳으로 조선왕조의 발원지인 전주를 그 곳에 비유한 것이다. 북문은 패북문이라 불리었다. 순종 때인 대한제국 융희 원년(1907년) 도시계획의 일환으로 성곽과 성문은 모두 철거되고 이 풍남문만 남게 되었다.
풍남문은 그 후 종각, 포루 등이 일부 헐리고 지면이 묻히는 등 그 옛모습이 크게 훼손 되었는데 지난 1978년부터 3년간의 보수공사로 성곽을 제외하고 다시 원래 모습이 드러나게 되었다.

## 특징
아래층 내부에 전후 두줄로 4개씩 세운 기둥이 그대로 연장되어 위층이 모서리 기둥으로 사용이 되는데 이러한 기둥배치는 한국 문루건축에서는 희귀한 양식이다.
인근에는 태조의 어진을 모신 경기전과 전주이씨들의 발원지인 오목대, 그리고 전주 객사가 위치하고 있다.

## 갤러리

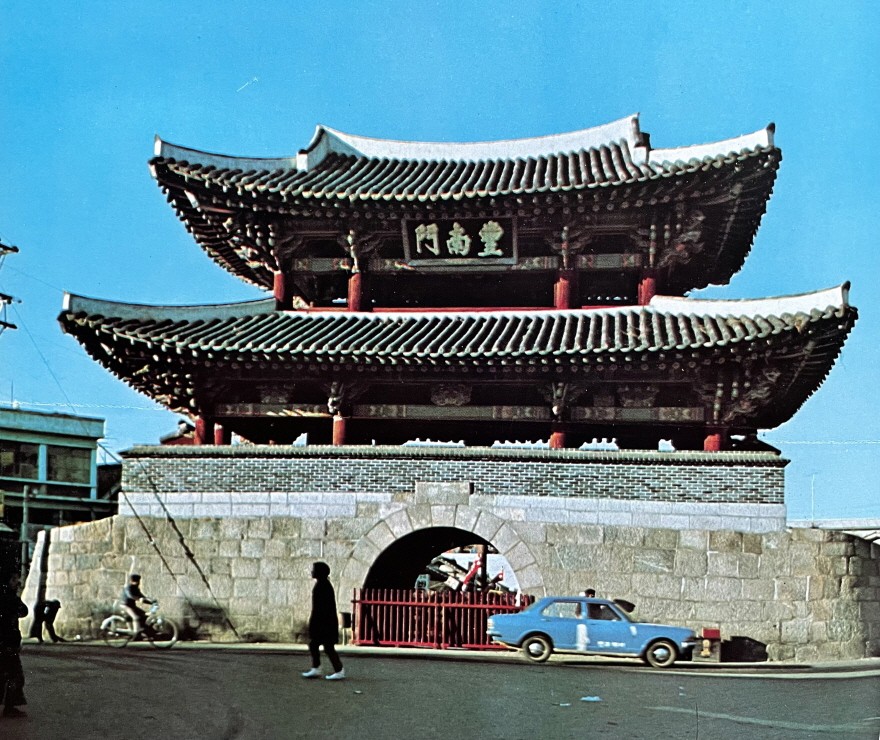
1971년
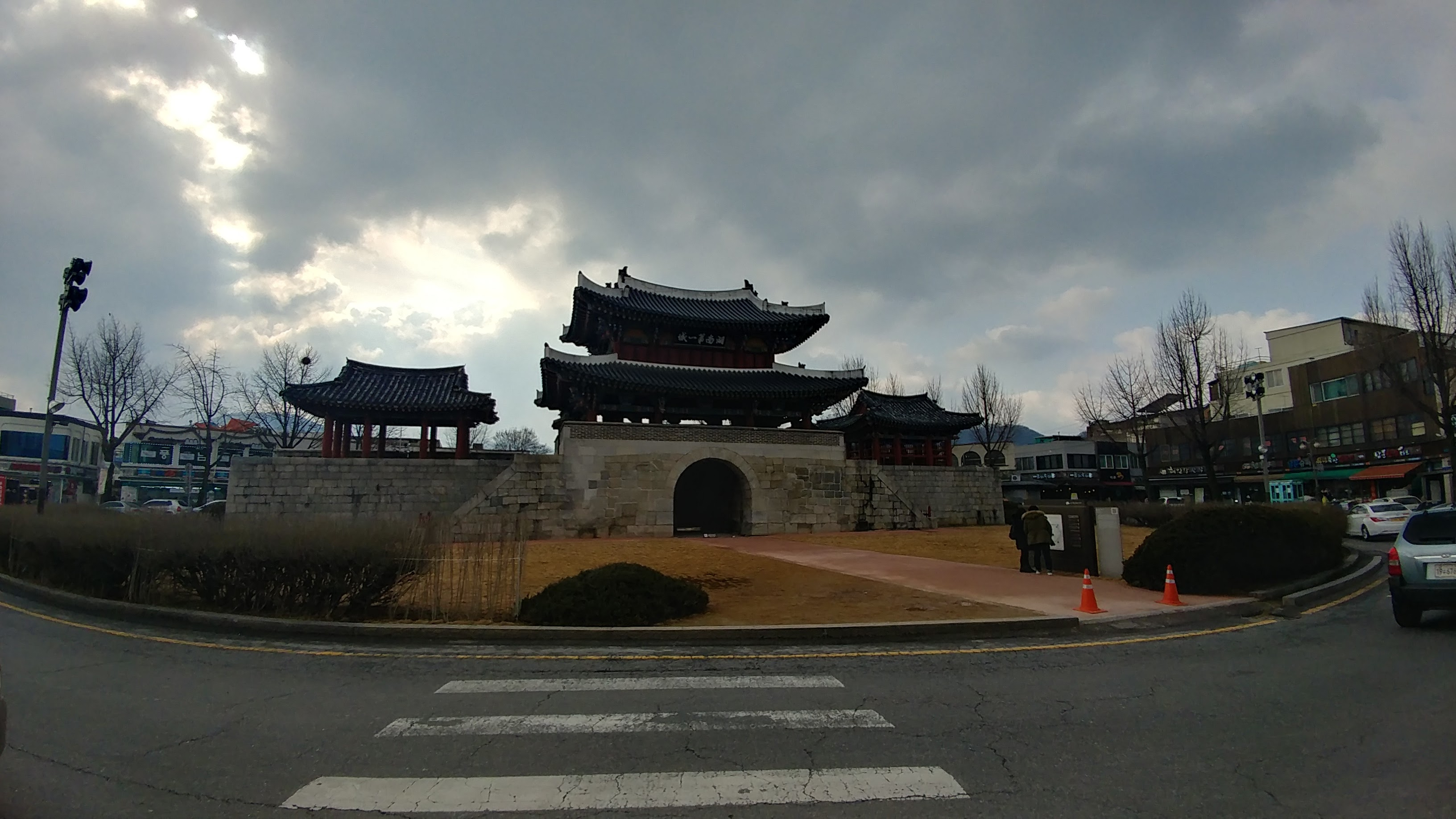
풍남문 전경
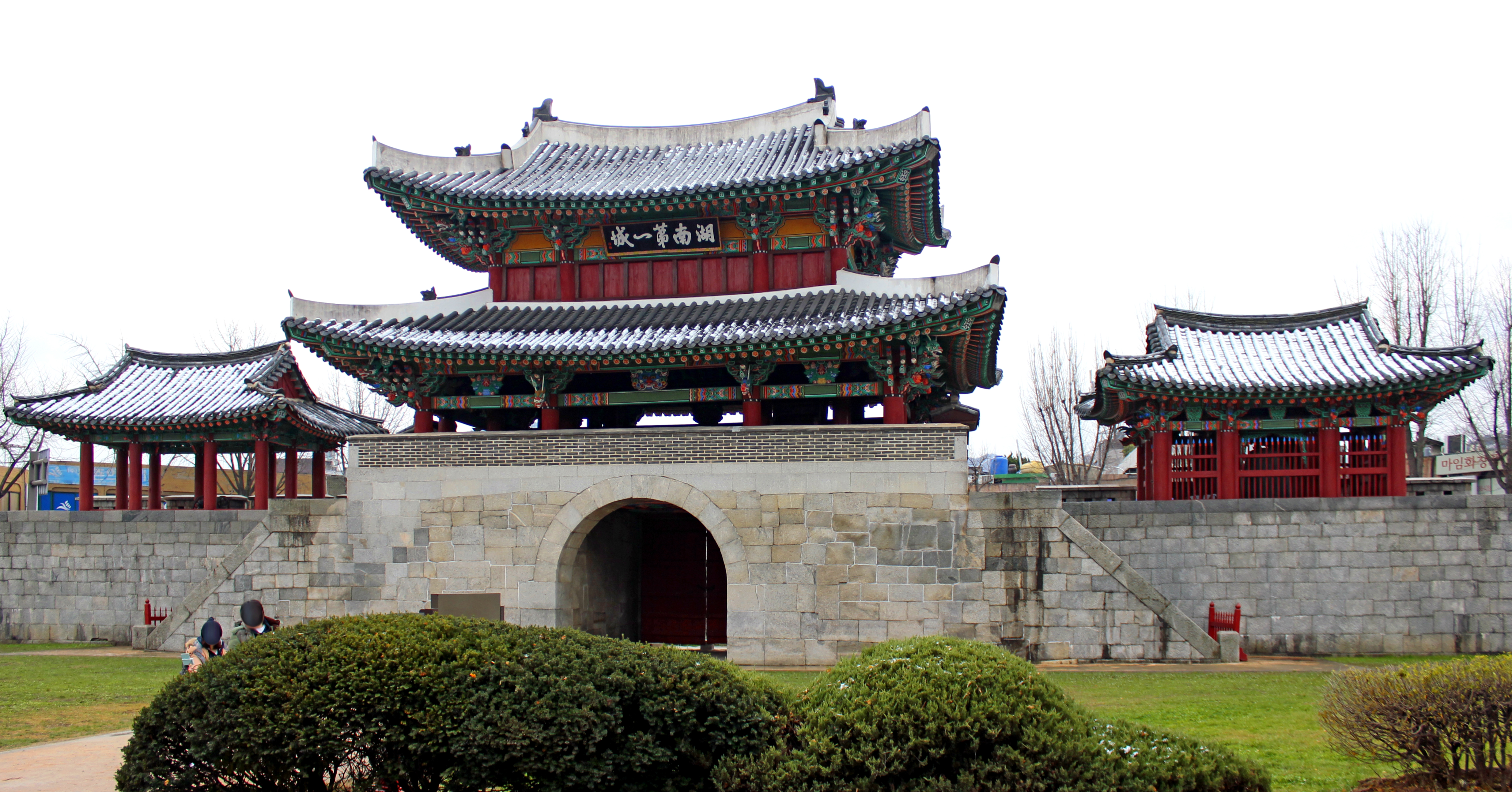
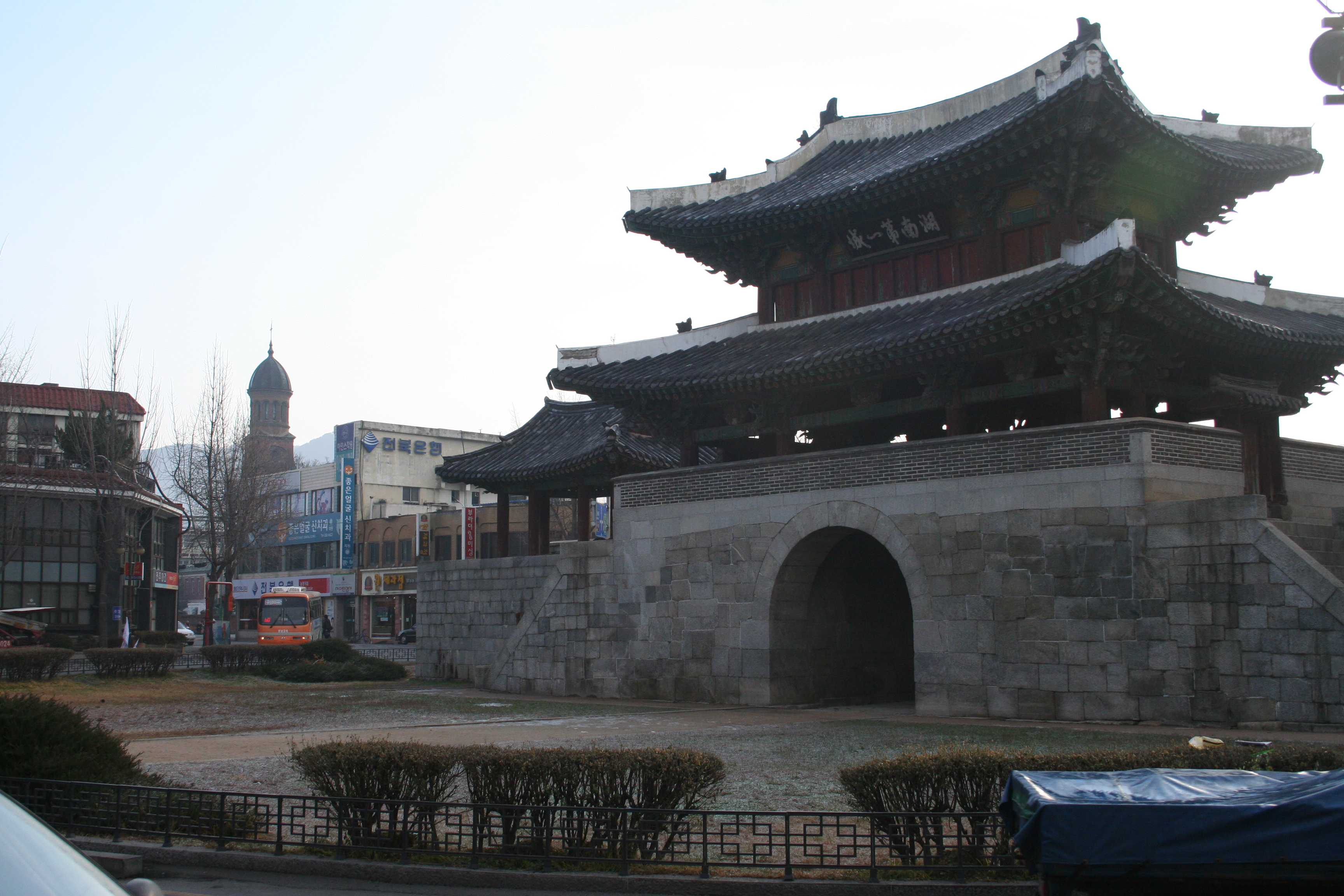

## 같이 보기
- 전주지도

## 참고 자료
- 전주 풍남문 - 국가유산청 국가유산포털